# Glifosato

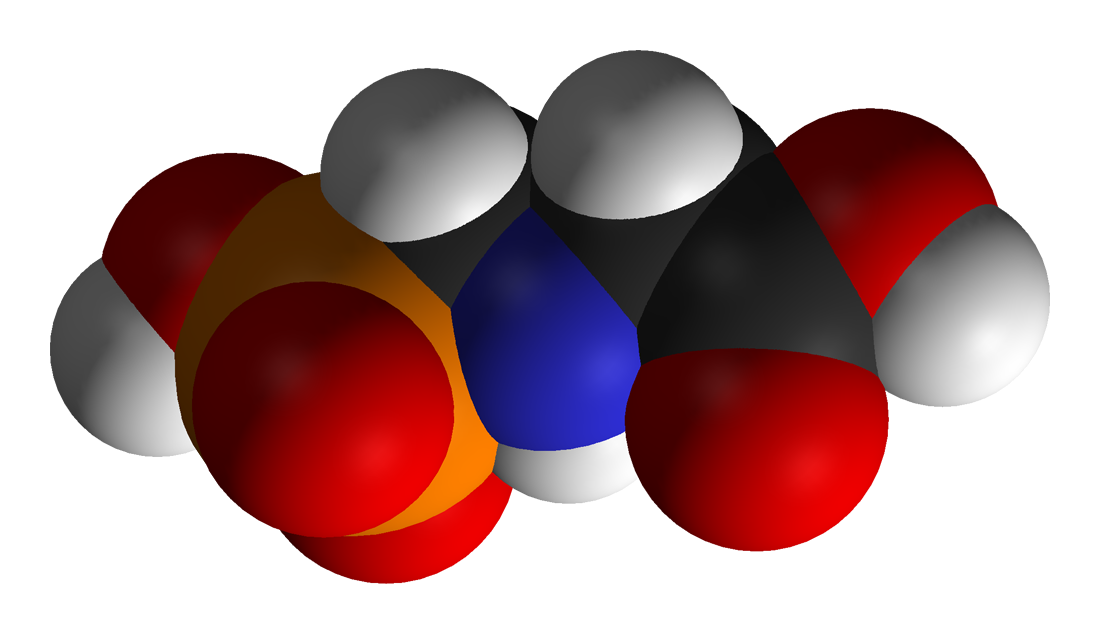
Modelo 3D del glifosato.

El glifosato (N-fosfonometilglicina, C3H8NO5P, CAS 1071-83-6) es un herbicida de amplio espectro, desarrollado para eliminación de hierbas y de arbustos, en especial los perennes. Es absorbido por las hojas y no por las raíces. Se puede aplicar a las hojas, inyectarse a troncos y tallos, o pulverizarse a tocones como herbicida forestal.
El glifosato mata las plantas interfiriendo con la síntesis de los aminoácidos fenilalanina, tirosina y triptófano. Lo hace inhibiendo la enzima 5-enolpiruvilshikimato-3-fosfato sintasa (EPSPS). Aunque el crecimiento se detiene a las pocas horas de la aplicación, las hojas tardan días en volverse amarillas. La EPSPS sólo es sintetizada por plantas y algunos microbios, pero no por mamíferos, por lo que este mecanismo de acción no les afecta.
El glifosato es el principio activo del herbicida Roundup (nombre comercial producido por Monsanto comprada por Bayer en 2018, cuya patente expiró en 2000).
Monsanto patentó en algunos países la soya transgénica resistente a glifosato, conocida como soya RR (Roundup Ready) o soya 40-3-2, tecnología que permite la aplicación del herbicida en cobertura total sin afectar el cultivo. Existen actualmente en el mercado otras especies resistentes al glifosato, como maíz, algodón, canola, etc.
El uso de este herbicida, el más utilizado del mundo, es objeto de controversia desde el punto de vista toxicológico y ambiental. Desde 2015 se encuentra clasificado como "probable carcinógeno" por la Agencia Internacional para la Investigación sobre el Cáncer (IARC) de la Organización Mundial de la Salud. En consecuencia, algunos países han prohibido o limitando su uso.

## Química
El glifosato es un aminofosfonato y un análogo del aminoácido natural glicina. El nombre es la contracción de glicina, fosfo- y -ato, partícula que designa a la base conjugada de un ácido.
Su actividad herbicida fue descubierta en 1970 por John E. Franz mientras trabajaba en Monsanto.
Por su hallazgo, en 1990 Franz recibió la National Medal of Technology en 1987, y la Medalla Perkin en Química Aplicada.

## Bioquímica
El glifosato actúa inhibiendo la 5-enolpiruvil-shiquimato-3-fosfato sintasa (EPSPS), enzima responsable de la formación de los aminoácidos aromáticos fenilalanina, tirosina y triptófano.
El shiquimato (anión del ácido shiquímico) es el precursor clave y común en la biosíntesis de todos los aminoácidos aromáticos y del triptófano que resulta de la ciclación de un ácido heptónico.
La EPSPS cataliza la reacción entre shiquimato-3-fosfato (S3P) y fosfoenolpiruvato (PEP) para formar ESP y fosfato. Los aminoácidos aromáticos se utilizan también para formar metabolitos secundarios como los folatos, las ubiquinonas y las naftoquinas. La ruta del proceso bioquímico del shiquimato no se encuentra en animales.
Adicionalmente se utiliza en erradicación de cultivos ilícitos de amapola, coca y otras plantas usadas en la fabricación de estupefacientes. Y también como herbicida en los cultivos de soya, que ha sido manipulada genéticamente para no ser afectada por esta sustancia.

### Fórmulas y nombres registrados
Aunque la marca registrada Roundup sigue existiendo en los registros de la Oficina de Patentes y Marcas de Estados Unidos, la patente ya ha expirado. Así el glifosato se vende en EE. UU. y mundialmente en diferentes soluciones bajo muchos nombres registrados:
Aquaneat (53,8 %), Aquamaster (53,5 %), Rodeo (51,2 %), Roundup® Pro Concentrate (50,2 %), Genesis Extra II (41 % + surfactante), Razor Pro (41 %), Roundup, Buccaneer, etc.
Tales productos pueden contener otros ingredientes, causando diferentes efectos. Por ejemplo, Roundup tiene efectos agregados al propio glifosato, ya que es una solución acuosa de glifosato, un surfactante y otras sustancias.
El glifosato se provee en varias formulaciones para diferentes usos:
- Sal de amonio
- Sal amina isopropil
- Glifosato ácido - standalone, tanto como sal amoniacal o sal isopropil
- Sal potásica

Dentro de las formulaciones con el nombre Roundup (que son aquellas comercializadas por Monsanto) se ha mencionado que existe el coadyuvante denominado Polioxietil amina (POEA) que  podría tener efectos tóxicos más relevantes que el glifosato solo (Adam et al., 1997, Dallegrave et al., 2002).
Los productos pueden formularse con 120, 240, 360, 480, 680 g de ingrediente activo por litro. La formulación más común en agricultura es 360 g/L, tanto sola como con surfactantes catiónicos.
Para las formulaciones de 360 g/L, las regulaciones europeas permiten aplicaciones a campo de hasta 12 L/ha para el control de maleza perenne (como Elytrigia repens). Lo más comúnmente empleado, es no más de 3 L/ha para los habituales controles de malezas anuales entre cultivos.

## Usos

### Cultivos modificados genéticamente

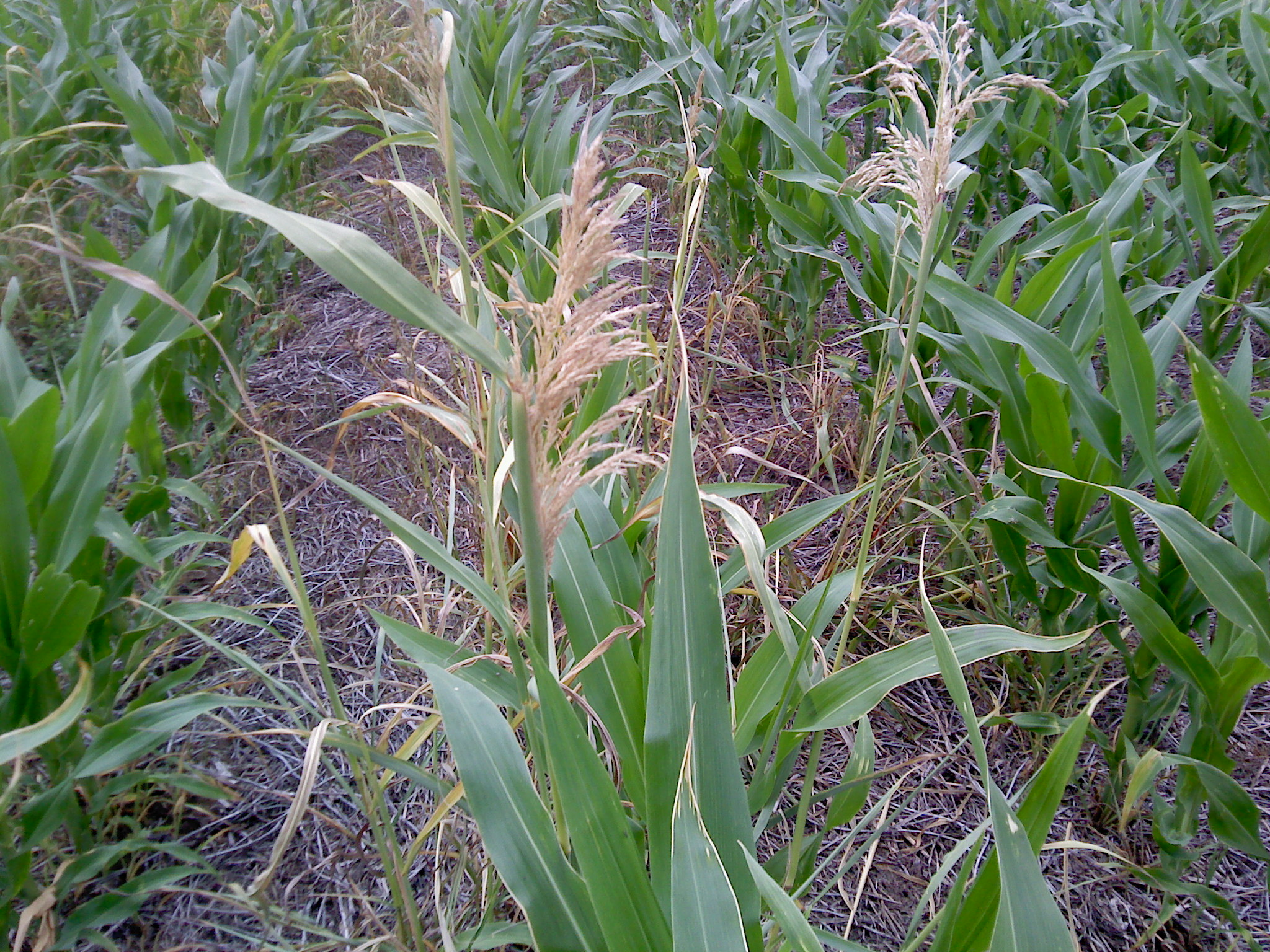
Resultado de la pulverización con glifosato en cobertura total de un cultivo de maíz RR (Roundup Ready), resistente al glifosato. Se observa la supervivencia de las plantas de maíz transgénico junto al control de todas las malezas por parte del herbicida, tanto en la línea de cultivo como entre los surcos.

Algunos microorganismos tienen una versión de la 5-enolpiruvil-shiquimato-3-fosfato sintasa (EPSPS) resistente a la inhibición por glifosato. La versión usada en cultivos modificados por ingeniería genética se aisló de la cepa de Agrobacterium CP4 (CP4 EPSPS) resistente a glifosato.
Este gen CP4 EPSPS fue clonado y transfectado a soya, y en 1996 se comenzó la comercialización de la soya transgénica.
Junto con la soya en 1996 aparecieron otros cultivos transgénicos «Roundup Ready» (resistentes al glifosato), como maíz, sorgo, canola o colza, alfalfa, algodón, y trigo en desarrollo. Estos cultivos dieron a los agricultores la posibilidad de controlar las malezas de forma total, ya que el glifosato no afectaba sus cultivos genéticamente modificados. En 2005, 87 % del cultivo de soya de EE. UU. era de la variedad transgénica resistente al glifosato.

### Otros usos en la agricultura

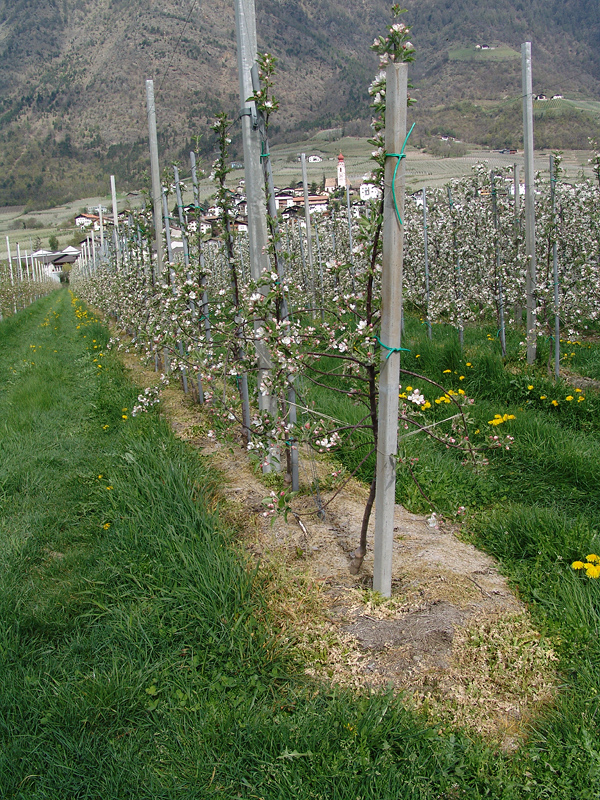
Uso del glifosato como alternativa de control de la cobertura vegetal en la línea de cultivo en un monte frutal de manzanos en Ciardes, Italia.

En el cultivo de caña de azúcar, su uso como agente madurador permite el incremento de la concentración de la sacarosa (azúcar de mesa) en la caña antes de la cosecha.
El glifosato también se utiliza en la fruticultura y silvicultura, en mantenimiento de céspedes y jardines, y en ambientes acuáticos, como herramienta tecnológica para la eliminación de la vegetación indeseada. En una revisión bibliográfica, la empresa Monsanto señaló entre los efectos del uso del glifosato como herbicida de mercado la posibilidad de permitir una serie de prácticas conservacionistas del suelo, con la consiguiente reducción de la cantidad de labores mecánicas para el control de malezas, la reducción de la erosión, la disminución del uso de combustibles y una mayor conservación de la humedad del suelo.

### Usos en ciudades
En muchas ciudades, el glifosato se pulveriza en aceras y calles, así como en las grietas del pavimento para eliminar las malezas que crecen en ellas. Hasta un 24% del glifosato aplicado en superficies duras o pavimentadas puede escurrir hasta el agua de drenaje. La contaminación con glifosato de las aguas superficiales se atribuye tanto al uso urbano como agrícola.

### Usos en el control de cultivos ilegales
El glifosato es uno de los herbicidas usados por el gobierno de Estados Unidos para pulverizar campos de cultivo de coca en Colombia en el Plan Colombia. Se estima que el uso de glifosato en la erradicación de cultivos ilícitos alcanzó el 14 % del total del producto usado en Colombia en los años 2003-2004. Sus efectos en la salud humana, en el ambiente, en los cultivos legales, y la efectividad en el combate de EE. UU. en la guerra contra las drogas están ampliamente disputados.
Aunque en la prensa generalista han aparecido artículos sobre la aparición de cepas de coca resistente al glifosato, no existe ningún estudio científico de que dichas cepas existan. Además, ya que está prohibido aplicar herbicidas en los parques nacionales colombianos, se cultiva coca dentro de esas áreas, cortando la vegetación natural, y estableciendo plantaciones ilegales de coca.
En 2015 el Consejo Nacional de Estupefacientes decidió dejar de utilizar glifosato para destruir plantaciones ilegales de coca. En 2018 se reportó un aumento significativo de cultivos ilegales en el país, lo que ha generado polémica referente al cese de su uso.

## Toxicidad y efectos indeseables
La Agencia de Protección Ambiental de los Estados Unidos (EPA) y la Organización Mundial de la Salud clasificaron en 1993 los herbicidas con glifosato como de baja toxicidad, englobados en la Clase III para exposiciones oral e inhalación, en una escala de I (más tóxico) a IV (menos tóxico).
La revisión en 2000 concluyó que, «en las condiciones de uso presente y esperado, no hay posible riesgo de que el herbicida ponga la salud de los seres humanos en riesgo».
El consenso entre las agencias reguladoras nacionales de pesticidas y las organizaciones científicas es que los usos etiquetados del glifosato no han demostrado evidencia de carcinogenicidad humana.
La revisión toxicológica del Instituto Federal Alemán para la Evaluación de Riesgos en 2013 encontró que, con respecto a las correlaciones positivas entre la exposición a formulaciones de glifosato y el riesgo de varios tipos de cáncer, incluido el linfoma no Hodgkin (LNH), "los datos disponibles son contradictorios y están lejos de ser convincentes".
Las decisiones de las autoridades para permitir el empleo de un herbicida se basan en un conjunto de datos toxicológicos representativos del uso real, de manera que puedan esperarse los beneficios del control de malezas sin efectos adversos para personas o para el medio ambiente. En la Unión Europea, la última revisión de este herbicida se llevó a cabo bajo el liderazgo de Alemania, y los resultados aparecen publicados por la Comisión Europea en el Review Report for the Active Substance Glyphosate, donde se concluye que no existen efectos adversos para la salud humana o animal.
El 20 de marzo del 2015, la Organización Mundial de la Salud declaró en Lyon, Francia, que el glifosato es “un probable carcinógeno para los seres humanos” y lo clasificó en el Grupo 2A. La Agencia Internacional para la Investigación del Cáncer (IARC) define el grupo, el 2A, como “probablemente carcinógeno para el ser humano". Para poner en contexto, IARC declara a beber café, mate o te muy caliente en el mismo grupo 2A. Según IARC existe "evidencia limitada" de que el glifosato puede producir linfoma no Hodgkin en los seres humanos, y que hay pruebas "convincentes" de que puede provocar cáncer en animales de laboratorio.
En marzo de 2017, la Agencia Europea de Sustancias y Mezclas Químicas (ECHA), tras un estudio exhaustivo mantiene al glifosato en la clasificación de no cancerígeno pero como sustancia tóxica para la vida acuática.
A partir del 7 de julio de 2017 California incluye el glifosato en su lista oficial de productos cancerígenos.
Un estudio argentino de 2019  mostró resultados que sugieren un efecto sinérgico del glifosato en presencia del ion arsenito en renacuajos de la especie Rhinella arenarum. Otro estudio realizado por investigadores argentinos encontró que la exposición crónica a plaguicidas elaborados con base en clorpirifós (insecticida) y glifosato (herbicida) tiene un impacto negativo sobre diferentes indicadores en la especie de pez nativa Cnesterodon decemmaculatus. El estudio concluyó que la presencia de varios plaguicidas en los cursos de agua dulce aumenta sinérgicamente el riesgo de daños para esta especie.
En septiembre de 2023, el Journal of Exposure Science & Environmental Epidemiology publicó un estudio que mostraba una relación entre la exposición al glifosato y un marcador biológico de daño neurológico.

### El bulo de la celiaquía
En 2013 se acusó falsamente al glifosato de ser el causante de la enfermedad celíaca, en lugar del gluten. La hipótesis fue planteada por dos científicos, Samsel y Senef, en un único artículo y se extendió con rapidez a través de los medios de comunicación, redes sociales y páginas web, sembrando dudas e induciendo a error al público.
Posteriormente se demostró que las conclusiones de Samsel y Seneff no estaban respaldadas por ninguna evidencia científica. De hecho, la enfermedad celíaca se describió por primera vez hace unos 2.000 años, dos milenios antes de la utilización del glifosato.

### ElaffaireSéralini
El activista antitransgénicos Gilles-Éric Séralini afirmaba que las formulaciones y productos metabólicos de Roundup causaban la muerte in vitro de embriones, placentas y células umbilicales humanos incluso en bajas concentraciones (1 × 10−5 veces la concentración recomendada para el uso), basándose en un estudio propio. Sin embargo, el trabajo fue criticado por su metodología: se administraron dosis irreales de surfactante en los cultivos celulares, las líneas celulares usadas no eran adecuadas, y además, los efectos no son proporcionales a las concentraciones de glifosato. Finalmente, la editorial que publicó el artículo decidió retirarlo a finales de 2013, por las evidentes fallas e inconsistencias metodológicas.

## Fraude científico
En dos ocasiones la Agencia de Protección Ambiental de los Estados Unidos (USEPA) ha encontrado científicos falsificando deliberadamente los resultados de las pruebas realizadas en los laboratorios de investigación contratados por Monsanto para estudiar los efectos del glifosato.
En el primer incidente, que involucró a Industry Biotest Laboratories, un revisor de la EPA declaró después de la investigación sobre «falsificación de datos de rutina» que era «difícil de creer la integridad científica de los estudios cuando se dice que tomaron muestras de los úteros de conejos machos».
En el segundo incidente sobre falsificación de resultados, ocurrido en 1991, el propietario del laboratorio Craven Labs, y tres empleados fueron acusados de 20 cargos; el propietario fue condenado a 5 años de prisión y una multa de 50 000 dólares, el laboratorio fue multado con 15,5 millones de dólares y se le ordenó pagar 3,7 millones en restitución.
Los laboratorios Craven habían realizado estudios para 262 empresas, entre ellas los plaguicidas de Monsanto.
Monsanto afirma que los estudios en contingencia han sido repetidos y que la certificación del Roundup ante la EPA actualmente no cita estudios de los Laboratorios Craven o IBT. Según Monsanto, la investigación a los Laboratorios Cravens fue iniciada por la EPA gracias a que un grupo de trabajo creado por la industria descubriera irregularidades.

## Publicidad engañosa
En 1996 Monsanto fue acusado de publicidad falsa y engañosa de los productos derivados del glifosato, acarreando una demanda judicial iniciada por el fiscal general del estado de Nueva York.
El 20 de enero de 2007, Monsanto fue declarada culpable de publicidad engañosa por presentar al Roundup como biodegradable y alegar que el suelo permanecía limpio después de su uso.
Defensores del medio ambiente y de los derechos del consumidor plantearon el caso en 2001 sobre la base de que el glifosato, el ingrediente principal del Roundup, está clasificado por la Unión Europea, como «peligroso para el medio ambiente» y «tóxico para los organismos acuáticos».
Monsanto Francia tiene previsto apelar el veredicto.

## Debate sobre los efectos endocrinológicos
Algunos estudios in vitro han demostrado que el glifosato afecta la producción de progesterona en células de mamíferos, aunque el efecto es mucho menor que otros pesticidas y es mayormente debido a la presencia de coadyuvantes en la formulación comercial. Si estos estudios permiten clasificar al glifosato como un disruptor endocrino es una cuestión de debate.
En cuestiones médicas, los estudios in vitro son insuficientes, ya que un cambio en una única línea celular puede no necesariamente ocurrir en un organismo entero. Además, se alega que los actuales estudios in vitro exponen las líneas celulares a concentraciones de órdenes de magnitud mayores que los que se encuentran en condiciones reales, y a través de mecanismos que no experimentarían en la realidad.

## Controversias sobre el glifosato

### En Argentina
Existen numerosas regulaciones para los plaguicidas en Argentina, aunque se encuentran dispersas y no existe una norma nacional unificada. Las controversias sobre la aplicación del glifosato y las denuncias de grupos como las Madres de Ituzaingó en la provincia de Córdoba motivó a que en 2009 se creara una Comisión Nacional de Investigación sobre Agroquímicos (CNIA) en la órbita del Ministerio de Salud. La CNIA estaba conformada por seis grupos de trabajo, uno de los cuales produjo un informe sobre la situación de los agroquímicos. Los resultados del informe fueron motivo de controversia. Algunos sectores interpretaron las conclusiones del reporte como una confirmación del efecto perjudicial del glifosato en la salud humana y en el ambiente, mientras que la agroindustria dedicada al cultivo de soya lo interpretó como poco concluyente respecto de los efectos perjudiciales del glifosato y por lo tanto como una autorización a continuar con la aplicación intensiva del herbicida.
En abril de 2009, medios periodísticos de Argentina anunciaron que un trabajo de Andrés Carrasco, subsecretario de Investigación Científica y Tecnológica del Ministerio de Defensa, indica que el glifosato puede producir malformaciones neuronales, intestinales y cardíacas en los embriones humanos.
Además de su función en el Ministerio de Defensa, Andrés Carrasco fue investigador del Conicet (Consejo Nacional de Investigaciones Científicas y Técnicas de Argentina), aunque no realizó su investigación con el auspicio de esta institución.
Durante un tiempo, las críticas a Carrasco se centraron en que dicho trabajo no había sido publicado en una revista académica con revisión por pares, pero en el año 2010, su artículo apareció en la revista Chemical Research in Toxicology, con lo cual se cumplió el requisito de que su contenido fuera sometido al escrutinio por parte de la comunidad científica.
El doctor Keith Solomon sostuvo que el trabajo no es creíble porque tiene graves fallas de metodología.
El Ministro de Ciencia y Tecnología, Lino Barañao salió públicamente a desacreditar las investigaciones de Carrasco
Tras esto, diversas instituciones y organizaciones se solidarizaron y acompañaron al investigador «quien durante los últimos días ha sido víctima de una campaña de difamación y amenazas luego de que diera a conocer los resultados de una investigación».
Para el Senasa (Servicio Nacional de Sanidad y Calidad Agroalimentaria), el herbicida cumple con todas las normativas, y aunque ha solicitado el informe de Andrés Carrasco para su evaluación, aún no ha recibido respuesta alguna.
Las cámaras del sector agropecuario atribuyen la situación a una campaña de desprestigio impulsada por el Poder Ejecutivo, a raíz de su paro de las patronales agropecuarias (en 2008) debido a las retenciones a las exportaciones de soya.
El Ministerio de Defensa de la República Argentina prohibió la siembra de soya en algunos campos de su propiedad. La prohibición ha sido atribuida al informe de Carrasco, aunque con anterioridad al mismo, un informe de investigación periodística denunciara 8000 ha de soya sembradas en terrenos de las Fuerzas Armadas, dejando en una débil posición argumentativa al Ejecutivo, en su campaña contra la siembra masiva de la oleaginosa.
En medios de comunicación se han publicado notas a favor del uso de glifosato .
En Argentina, todos los productos fitosanitarios deben pasar por un proceso de revisión para su registro antes de poder ser comercializados y el glifosato no es una excepción. Según la Resolución 350/99 del Senasa, el principio activo glifosato en su uso normal está dentro del grupo de activos de improbable riesgo agudo. Dentro de las Clases Toxicológicas, el glifosato está clasificado en la Categoría de Producto Poco Peligroso (Clase III), según el criterio adoptado por la Organización Mundial de la Salud (OMS) y la FAO.
Además, el Consejo Científico Interdisciplinario, creado en el ámbito del Conicet por la Comisión Nacional de Investigación, establecida en enero de 2009, por el Decreto PEN 21, presentó las conclusiones del documento de evaluación de los trabajos científicos nacionales e internacionales referentes a los efectos del glifosato sobre la salud humana y el ambiente, en el cual se expresa que, si se aplica responsablemente, el uso del herbicida no presenta riesgos para la salud humana o el medio ambiente.
 En los 2000 cuando se inició el modelo de producción agrícola extensiva con base en transgénicos, se usaban en Argentina 3 litros de glifosato por hectárea y por año. En 2019 el promedio era de 15 litros de glifosato por hectárea por año. Las dosis de glifosato han ido aumentando porque ya no hacen el mismo efecto que hacían antes y esto es debido a la  quimiorresistencia que van generando en su organismo las distintas especies de plagas.

### En la Unión Europea
La Unión Europea está dividida con respecto a la autorización del glifosato. Francia e Italia sostienen que no debe ser autorizado, debido a los estudios que señalan sus efectos cancerígenos y de alteración endocrina, Alemania ha propuesto su prohibición, mientras que España se muestra a favor según la postura defendida por la exministra de Agricultura, Alimentación y Medio ambiente Isabel García Tejerina. En junio de 2016, la Comisión Europea concedió una renovación a la autorización para el uso del glifosato en su territorio por 18 meses, hasta el 31 de diciembre de 2017, decisión polémica que contó con una importante oposición. Dos meses antes, en abril de 2016, el Parlamento Europeo apoyó renovar la autorización por siete años más, pero restringido a usos profesionales.
Durante los últimos años y debido a las distintas presiones, y falta de alternativas para algunos, se han sucedido sucesivas prórrogas, siendo la última la que autoriza su uso hasta el 15 de diciembre de 2023.